# Thando Mngomeni
Thando Mngomeni, född 11 februari 1983 i Kapstaden, är en sydafrikansk före detta fotbollsspelare som bland annat spelade för Helsingborgs IF och Sydafrikas landslag.